# 難病患者等ホームヘルパー
難病患者等ホームヘルパー（なんびょうかんじゃなどほーむへるぱー）は、訪問介護を行う者の資格の一つで、都道府県知事の指定する難病患者等ホームヘルパー養成研修の課程を修了した者をいう。資格付与（修了証明書・修了証書が資格証となる）については講習施行者によって行なわれる。

## 研修科目
- 科目は「入門課程」「基礎課程I」「基礎課程 II」があり,それぞれ1日で修了できるようになっている。

入門講座
難病の保健・医療・福祉制度
難病入門
患者の心理と家族の理解
基礎課程I
難病の保健・医療・福祉制度 I
難病の基礎知識 I
患者の心理と家族の理解
基礎課程II
難病の保健・医療・福祉制度 II
難病の基礎知識 II
難病患者の心理学的援助法
介護の実際カリキュラム・事例検討等

## 対象者
- 1.実務者研修の修了者又は履修中
- 2.介護職員基礎研修課程又は訪問介護員養成研修3級課程,介護初任者研修の修了者
- 3.介護福祉士
- 4.基礎課程 IIは基礎課程Iの修了者や介護実務者研修修了者や介護福祉士が対象